# ステファニー・アレイン
ステファニー・アレイン（Stephanie Allain、1959年10月30日 - ）は、アメリカ合衆国の映画プロデューサー。

## 作品
- Something New
- ブラック・スネーク・モーン
- ハッスル＆フロウ
- 惑星「犬」。
- バイカーボーイズ
- バディ
- ライフ・アズ・ファニータ Juanita (2019)